# 구 영주역 7호 관사
구 영주역 7호 관사(舊 榮州驛 7號 官舍)는 대한민국 경상북도 영주시 영주동에 있는 일제강점기의 건축물이다. 2018년 8월 6일 대한민국의 국가등록문화재 제720-2호로 지정되었다.

## 개요
구 영주역 5호 관사와 함께 일제강점기 당시 영주역 관사로 건립된 2호 연립주택으로 목조 일식관사주택의 전형을 보여주는 건축물 중 하나로 내부공간구성, 외관형태, 구조 및 재료의 보존 상태도 양호하다. 1942년 중앙선이 개통되고 영주역이 중간역으로서 역할한 것이 영주시가 근대 도시로 발전할 수 있는 계기가 되었으며, 철도집단관사로 조성된 ‘관사골’이 지니고 있는 도시생활사적 보존과 활용 가치가 있다.

## 같이 보기
- 영주 근대역사문화거리

## 참고 자료
- 구 영주역 7호 관사 - 국가유산청 국가유산포털